# Michael Gabellini
Michael Gabellini (* 1958 in Pennsylvania) ist ein minimalistischer US-amerikanischer Architekt und Innenarchitekt.

## Biographie
Gabellini wuchs in Pennsylvania auf und studierte an der Rhode Island School of Design, wo er 1980 einen Bachelor of Fine Arts (BFA) in Architektur und 1981 einen Bachelor in Architektur erwarb. Nach sechs Jahren bei Kohn, Pederson & Fox, studierte Gabellini ein Jahr an der Londoner Architectural Association School of Architecture und widmete sich in seinen Studien außerdem intensiv Rom. Nach seiner Rückkehr in die USA gründete Gabellini 1991 das in Manhattan ansässige Architektur- und Innenarchitekturbüro Gabellini Sheppard Associates, dessen Partner Kimberly Sheppard und inzwischen auch Dan Garbowit sind.
Die bekanntesten Werke des Büros sind die Restauration des Rockefeller Center und des früheren AT&T-Gebäudes an der Fifth Avenue. Gabellini und seine Partner entwarfen Hauptquartiere von Unternehmen, Restaurants und Verkaufsräume unter anderem für Jil Sander, Giorgio Armani und das Luxuskaufhaus Bergdorf Goodman.
Gabellini hat für seine Arbeit mehrere Architekturpreise erhalten, unter anderem drei Decade of Design Awards der International Interior Design Association (IIDA), mit dem der Innenarchitekturverband im Jahr 2004 zehn herausragende und innovative Werke der Jahre 1994 bis 2004 würdigte: Für 1997 wurde die mit roten Wänden ausgestattete Ultimo-Boutique in San Francisco ausgezeichnet, für 1998 sein Projekt Park Avenue Apartment in New York (der einzige Wohnraum unter den Preisgewinnern) und für 2002 seine Umsetzung der Jil-Sander-Boutique und -Ausstellungsraum, die im Londoner Queensberry House untergebracht ist, einem 1721 von Giacomo Leoni entworfenen Gebäude im georgianischen Stil. Gabellini erhielt außerdem Aufträge von Galerien und Museen, darunter vom Solomon R. Guggenheim Museum und der Marian-Goodman-Galerie (beide in New York).
Gabellini ist mit Nancy Spector, einer Kuratorin des New Yorker Guggenheim-Museums, verheiratet.

## Auszeichnungen (Auswahl)
Nach eigenen Angaben von Gabellini Sheppard Associates gewann das Architektur- und Innenarchitekturbüro unter anderem:
- ab 1993 über zehn Preise des American Institute of Architects (AIA), vor allem für Boutiquen und Ausstellungsräume; unter anderem Medallion Award (1993, für Jil Sanders in Paris), Excellence in Design Award (dreimal 1998, einmal 2000), Honor Award for Interior Architecture (dreimal 1999, je einmal 2000 und 2007[6]), Interior Architecture Award (2000, 2002)
- 1997 P/A-Preis (Preis der Zeitschrift Progressive Architecture, heute Architect, für ein noch nicht gebautes Projekt) für ein öffentliches Projekt auf der Piazza Isolo in Verona (Italien)
- 1998, 1999 International Design: Design Distinction Awards für Colleen B. Rosenblat (Hamburg) und die Ultimo Boutique (San Francisco; siehe oben)
- 1998, 1999 (zweifach) und 2000 Chicago Athenaem Museum of Architecture and Design: American Architecture Award (für Boutiquen oder Ausstellungsräume)
- 1999 American Institute of Architects: Preise für die Ultimo-Boutique in San Francisco sowie für Jil-Sander-Boutique und -Ausstellungsraum in Hamburg
- 2001, 2002 (zweifach), 2006 International Interior Design Association (IIDA): Interior Design Competition Awards für Entwürfe für Jil Sander (Mailand, London) und Salvatore Ferragamo (Venedig) und das oberste Stockwerk des Rockefeller Center (New York)
- 2004 (Vergabe): International Interior Design Association (IIDA): Decade of Design Award für 1997, 1998 und 2002 (siehe oben)

## Zitate
- Architecture would be a very different profession if you could simply remove gravity - which is something we try to do.[1]

- Minimalism doesn't have to mean spare and cold. When I think of minimal, I think of something that condenses elements to their essence - to a sense of space that has a concentration of spirit, character and physical presence.[1]